# Roche-à-Bateaux
Roche-à-Bateaux (Haïtiaans-Creools: Wòchabato) is een stad en gemeente in Haïti met 18.400 inwoners. De gemeente maakt deel uit van het arrondissement Côteaux in het departement Sud.

## Indeling
De gemeente bestaat uit de volgende sections communales:
| Nr. | Naam     | Km²   | Inw.2015 |
| --- | -------- | ----- | -------- |
| 1   | Beaulieu | 28,05 | 13.160   |
| 2   | Renaudin | 6,73  | 1.869    |
| 3   | Beauclos | 11,76 | 3.365    |